# Вествард Хо!
Вествард-Хо! (англ. Westward Ho!) — курортное село на северном побережье Девоншира, Англия, примечательное своим необычным топонимом.

## История
Город получил свое необычное название благодаря имени популярного романа автора Чарльза Кингсли «Вествард Хо!» (1855 год), который рассказывает о приключениях молодого моряка. Впоследствии появилось поселение, названное в честь этого произведения.

## Климат
Средняя температура летом колеблется от 15 °C до 20 °C, а зимой — от 5 °C до 10 °C. Осадков здесь достаточно, особенно в зимний период, когда частые дожди являются типичным явлением. Ветры с океана также влияют на климат, делая его прохладным и свежим.